# Lunamatrona
Lunamatrona (sardinski: Lunamatròna) je grad i općina (comune) u pokrajini Južnoj Sardiniji u regiji Sardiniji, Italija. Nalazi se na nadmorskoj visini od 168 metara i ima 1 699 stanovnika.
 Prostire se na 20,59 km². Gustoća naseljenosti je 83 st/km².
Susjedne općine su: Collinas, Pauli Arbarei, Sanluri, Siddi, Villamar i Villanovaforru.